# Torgan
Der Torgan ist ein Fluss in Frankreich, der im Département Aude in der Region Okzitanien verläuft. Er entspringt am Südhang des Berges Milobre de Massac (907 m), im Gemeindegebiet von Massac, entwässert generell in südöstlicher Richtung durch die Berglandschaft der Corbières und mündet nach rund 20 Kilometern im Gemeindegebiet von Padern als linker  Nebenfluss in die Verdouble.

## Orte am Fluss
(Reihenfolge in Fließrichtung)
- Massac
- Dernacueillette
- Montgaillard
- Padern